# 上托拉姆
上托拉姆（法語：Thorame-Haute，法語發音：[tɔʁam ot]）是法国上普罗旺斯阿尔卑斯省的一个市镇，位于该省东部，与下托拉姆相邻，属于卡斯泰拉讷区。

## 地理
上托拉姆（44°5'49"N, 6°33'20"E）面积108.35 平方千米，位于法国普罗旺斯-阿尔卑斯-蓝色海岸大区上普罗旺斯阿尔卑斯省，该省份为法国东南部内陆省份，北起上阿尔卑斯省，西接沃克吕兹省，西北接德龙省，南至瓦尔省，东临滨海阿尔卑斯省，东北部与意大利接壤。
与上托拉姆接壤的市镇（或旧市镇、城区）包括：阿隆、博沃泽、卡斯泰莱莱索塞、科尔马、梅阿耶、拉米尔阿尔让、下托拉姆。

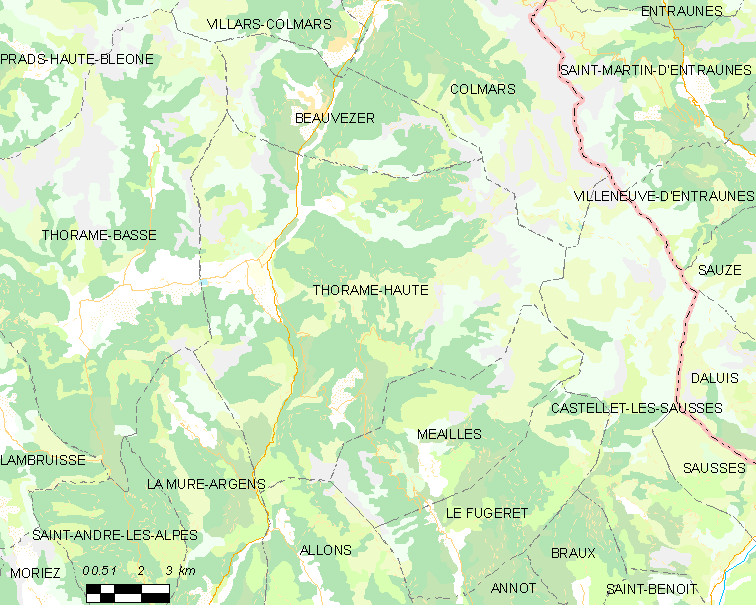
上托拉姆的OSM定位图

上托拉姆的时区为UTC+01:00、UTC+02:00（夏令时）。

## 行政
上托拉姆的邮政编码为04170，INSEE市镇编码为04219。

## 政治
上托拉姆所属的省级选区为卡斯泰拉讷县。

## 人口

1962-2008年间上托拉姆人口变化图示

上托拉姆于2022年1月1日时的人口数量为247人。